# عقد (بلاغة)
العقد عند البلغاء أنّ ينظم نثر قرآنا كان أو حديثا أو مثلا أو غير ذلك لا على طريق الاقتباس. فالنثر الذي قصد نظمه إن كان غير القرآن أو الحديث فنظمه عقد على أيّ طريق كان إذ لا دخل فيه للاقتباس، وإن كان قرآنا أو حديثا فإنّما يكون عقدا إذا غيّر تغييرا كثيرا لا يتحمل مثله في الاقتباس، أو لم يغيّر تغييرا كثيرا ولكن أشير إلى أنّه من القرآن أو الحديث وحينئذ يكون لا على طريق الاقتباس.